# Göinge
Göinge  är ett område i nordöstra Skåne, vilket utgjorde ett härad fram till år 1637 då det uppdelades i Västra och Östra Göinge härad.
Göinge kan indelas i tre huvudsakliga naturtyper. De nordliga delarna hör naturmässigt till det småländska höglandet, de sydöstra delarna (öster om Finjasjön) till den bördiga Kristianstadsslätten och i sydväst finns den så kallade Göingeholmen, mellan Finjasjön och gränsen mot före detta Malmöhus län, med en större andel lövskog än i norr. 

## Göinges historia
Till följd av den karga jordmånen i norra Göinge fick dess befolkning under jordbrukssamhället i stor utsträckning komplettera sin försörjning med industriella binäringar. Traditionella binäringar har varit smide och träslöjd. I trakterna runt Lönsboda tillverkades spånkorgar av hög kvalitet. Ur dessa binäringar uppstod med tiden flera industrier, till exempel BRIO, som började sin bana med just spånkorgstillverkning. Dessa produkter försåldes huvudsakligen till den skånska slättbygden.  
I äldre tider, fram till 1658, tillhörde Göinge Danmark och var som gränsland till Sverige skådeplats för åtskilliga strider mellan dessa grannländer:
- 1318 stod slaget vid Mjölkalånga.
- 1319 stod strider vid de viktiga vägpassen vid Finjasjön.
- Under det nordiska sjuårskriget invaderades Göinge av svenska styrkor.
- 1612 skedde ytterligare en svensk invasion, vars slutakt var slaget i Vittsjö.
- 1657 utkämpades Slaget vid Sibbarp söder om Osby.
- 1676 opererade svenska arméavdelningar längs Helge å.
- 1710 stod de båda fientliga arméerna mot varandra i Göinge, till dess frosten och striden vid Hästveda förmådde danskarna att utrymma Göinge.

Den mest beryktade perioden i Göinges historia är tvivelsutan den så kallade snapphanetiden, närmare bestämt 1658–60 och 1676–79. Bland orsakerna till oroligheterna i Göinge måste, förutom dansk patriotism, också räknas att befolkningen som ju var ur stånd att livnära sig av endast jordbruk, såg sina övriga näringskällor till god del avskurna.  
Slätternas befolkning i söder hade blivit ekonomiskt illa tilltygade av kriget och var på grund av detta ej längre kapabla att köpa lika mycket som förr av Göinges produkter. Detta ledde till svår nöd på många ställen i Göinge, med efterföljande oroligheter. Detta ledde i sin tur till bildandet av fribytarband. 
Redan tidigare hade många på dansk maning, i likhet med föregående släktled, trätt in i frikårer för att bistå den reguljära danska armén. Efter krigsslutet bestraffades dessa hårt av den segrande svenska sidan.